# Condado de Środa
Condado de Środa (em polonês/polaco: powiat średzki) é um condado da Polónia, na voivodia da Baixa Silésia. A sede do condado é a cidade de Środa Śląska. Estende-se por uma área de 703,68 km², com 55 508 habitantes, segundo o censo de 2020, com uma densidade de 78,3 hab/km².

## Divisões admistrativas
O condado possui:
Comunas urbana-rurais: Środa Śląska, Miękinia
Comunas rurais: Kostomłoty, Malczyce, Udanin
Cidades: Środa Śląska, Miękinia

## Demografia
População (dados de 30 de Junho de 2005):
|          | Total   | Total | Mulheres | Mulheres | Homens  | Homens |
| -------- | ------- | ----- | -------- | -------- | ------- | ------ |
|          | pessoas | %     | pessoas  | %        | pessoas | %      |
| Total    | 49 153  | 100   | 24 941   | 50,7     | 24 212  | 49,3   |
| Cidades  | 8759    | 100   | 4585     | 52,3     | 4174    | 47,7   |
| Povoados | 40 394  | 100   | 20 356   | 50,4     | 20 038  | 49,6   |